# Glenview (Illinois)
Glenview – miejscowość, formalnie o statusie wsi, położona w północno-wschodniej części amerykańskiego stanu Illinois, w hrabstwie Cook, w aglomeracji Chicago, ok. 30 km na północ od centrum tego miasta. Jest ośrodkiem administracyjnym gminy Northfield, choć fragmenty miejscowości znajdują się również w granicach gmin New Trier i Maine. W czasie spisu powszechnego w 2000 roku ludność Glenview wynosiła 41 847 osób. Szacowana liczba mieszkańców w roku 2008 wyniosła 46 180.
Na terenie Glenview znajduje się pasażerska stacja kolejowa, obsługiwana przez należącego do rządu federalnego przewoźnika Amtrak oraz Metra, przewoźnika zapewniającego połączenia kolejowe w aglomeracji Chicago.
Urodziła się tutaj Olivia Smoliga, amerykańska pływaczka polskiego pochodzenia, specjalizująca się w stylu grzbietowym i dowolnym, mistrzyni olimpijska i wielokrotna medalistka mistrzostw świata.